# Adesione dell'Armenia all'Unione europea
     Unione europea
     Armenia

Unione europea
Armenia

Il 12 marzo 2024 il Parlamento europeo ha approvato una risoluzione che conferma che l'Armenia soddisfa i requisiti dell'articolo 49 del trattato di Maastricht e che il paese può presentare domanda di adesione all'UE. Il 9 settembre 2024 il primo ministro armeno Nikol Pashinyan ha confermato che la questione dell'avvio del processo di adesione dell'Armenia all'Unione europea è entrata a far parte dell'agenda politica armena.
Una petizione che chiedeva un referendum sull'opportunità che l'Armenia chiedesse l'adesione all'UE, sostenuta da Pashinyan, riuscì a raggiungere le 50.000 firme necessarie per essere presentata al voto dell'Assemblea nazionale. Il 12 febbraio 2025 il parlamento armeno ha approvato un disegno di legge, durante la sua prima lettura, che approva ufficialmente l'adesione dell'Armenia all'UE. La decisione del governo di approvare il disegno di legge, noto come Legge sull'integrazione dell'UE, è stata segnalata come il primo passo dell'"inizio del processo di adesione dell'Armenia all'Unione Europea". Pashinyan ha confermato che il paese andrà avanti con i suoi piani di adesione all'UE nonostante gli avvertimenti della Russia.
Il 26 marzo 2025, a seguito della seconda e ultima lettura della legge sull'integrazione dell'UE, il parlamento armeno ha adottato il disegno di legge con una maggioranza di 64 parlamentari che hanno votato a favore dell'approvazione. Il disegno di legge invita il governo armeno ad avviare il processo di adesione all'UE. Il 4 aprile 2025, il presidente dell'Armenia Vahagn Khachaturyan ha firmato il disegno di legge, che diventa ufficialmente legge. Ciò rende l'integrazione europea dell'Armenia formalmente parte della legislazione armena.